# Алт бира
Алт бира (на немски: Altbier, от alt – „стар“), известна и с наименованията Дюселдорфски Алт (на немски: Düsseldorfer Alt), или само Алт (на немски: Alt) е традиционна немска бира, която се произвежда в района на Дюселдорф и по долното течение на Рейн. Бирата ферментира с дрожди за висока ферментация, което я характеризира като ейл, но от друга страна впоследствие отлежава продължително време в лагерни танкове, в продължение на месец-два, при ниски температури, подобно на бирите в стил лагер, ето защо се определя като светла бира от смесен (хибриден) тип. Получената в резултат на тази технология бира е прозрачна, което е нетипично за ейловете, има умерена горчивина и богат плодов аромат, което е нетипично за лагер бирите. За разлика от другия хибриден немски стил кьолш, цветът на алт бирата е тъмно кехлибарено-меден и напомня на ирландския червен ейл. Днес най-добрите образци на стила „алт“ могат да се намерят в бирариите в района на Дюселдорф, известен като Altstadt („Старият град“). В Германия Altbier има пазарен дял между два и три процента, но в родния си Дюселдорф, държи около 50 % пазарен дял.

## История
Названието „Alt“ произлиза от „стария“ метод на пивоварство – т.е. производството на ейл по метода на високата ферментация, който е бил обичаен, преди лагерното пивоварство да стане популярно през втората половина на ХІХ век. Altbier сега се идентифицира с Райнската област, и най-вече с района на Дюселдорф, където се срещат границите на Германия, Холандия и Белгия. Тази тъмна бира има древни корени, но тя получава името си като модерен бира стил едва през 1800 г., когато е застрашена от „новата“ бира, в стил лагер. Преди това, в Дюселдорф, „Altbier“ се е наричала само „bier“.

## Характеристика
За производството на дюселдорфската алт бира се използват базови немски малцове, както и неголямо количество кристални, шоколадови и/или черни малцове за получаване на необходимия тъмен цвят, като може да се използва и малко пшеница; традиционно се използва хмел от сорта Spalt, както и други сортове благороден хмел; както и чисти ейлеви дрожди. Бирата ферментира при ниска за ейл температура 15,6 – 18.3 °C, след което отлежава в лагерни танкове на студено за получаване на чист и гладък вкус.
Дюселдорфския алт е горчиво пиво, с изразен богат малцов характер. Цветът варира от оранжево-бронзов до тъмномеден. Има блестяща прозрачност и при наливане образува гъста, кремообразна и устойчива бяла пяна. Отличава се с чисти, но силни и сложни аромати на малц, благороден хмел и умерени плодови ефири. Агресивната хмелна горчивина се балансира със свежия малцов вкус и дълъг, сух, горчиво-сладък орехов финал. Дюселдорфската алт бира е с алкохолно съдържание 4,5 – 5,2 об.%.

## Търговски марки
Типични търговски марки са: Uerige, Fuchschen, Schumacher, Schlussel, Diebels Alt, Schlosser Alt, Frankenheim Alt, Widmer Ur-Alt.

## Разновидности
- Северногермански алт: повечето от алт бирите, произведени извън Дюселдорф се отнасят към северногерманския тип алт. Цветът е от светломеден до светлокафяв; с искряща прозрачност поради продължителното отлежаване на студено. Отличава се с малцов или зърнен аромат и силна горчивина, балансирана от меки и понякога сладки малцови нюанси на препечен хляб и/или лек карамелен вкус. Алкохолно съдържание: 4,5 – 5,2 об.%. Известни търговски марки са: Hannen Alt, Grolsch Amber, Alaskan Amber, St. Stan's Amber, Schmaltz' Alt.
- Латцен бира (на немски: Latzenbier от „Latten“ или „Latzen“ – „дървени скари“, тъй като се съхранявала на високи недостъпни места): по-тъмна и по-силна сезонна вариация на традиционния Дюселдорф Алт, с алкохолно съдържание около 5,5 об.%. Произвежда се от пивоварната Schumacher в Дюселдорф от 1838 г. само два пъти годишно и се предлага на пазара от средата до края на септември и в края на ноември. Това е силна бира с плътно тяло и добър баланс между горчивина и малцова сладост, с нотки на шоколад и печено зърно. Типичен представител на този подстил е Schumacher Latzenbier.
- Щике алт (на немски: Sticke Alt от „Sticke“ – „таен“, тъй като се приготвя по тайна рецепта, която пивоварната не разкрива): по-тъмна и по-силна сезонна вариация на традиционния Дюселдорф Алт, с алкохолно съдържание около 5,5 об.%. Произвежда се от пивоварната Uerige в Дюселдорф само два пъти годишно и се предлага на пазара през третия понеделник на януари и третия понеделник на октомври всяка година. Отличава се с тъмномеден цвят и богат и сложен вкус, балансиращ между хмелната горчивина и малцова сладост. Горчивината се повишава до 60 IBU, и обикновено се използва сухо охмеляване и по-продължително отлежаване в лагерни танкове. Типичен представител на този подстил е Uerige Sticke Alt.
- Допелщике алт (на немски: Doppelsticke Alt, буквално „двойно sticke“): с алкохолно съдържание 8,5 об.%, Doppelsticke е много силна („двойна“) бира в стил „Alt“. Doppelsticke също е създадена от пивоварната Uerige в Дюселдорф и се прави в ограничено количество под марката Uerige Doppelsticke Alt.
- Мюнстер алт (на немски: Münster Alt, в превод „Мюнстерска алт (стара) бира“): регионална бира от района на Мюнстер. Характеризира се с по-ниска плътност и по-слабо алкохолно съдържание в сравнение с дюселдорфския алт, по-кисел вкус, по-светъл и златист цвят и може да съдържа значително количество пшеница. Типичен представител на този подстил е Organic Münster Alt на пивоварната „Pinkus Müller“.